# Erste Hand aus Florenz

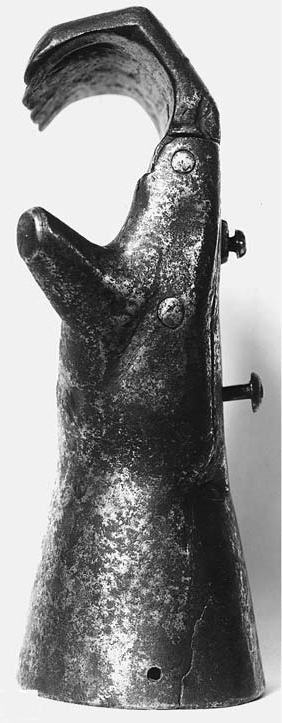
Erste Florentiner Hand, Fotografie um 1925

Die Erste Hand aus Florenz oder älteste Florentiner Hand ist eine passive rechte Handprothese aus der zweiten Hälfte des 15. Jahrhunderts und damit die älteste bekannte Eiserne Hand.
Zusammen mit mehreren anderen Hand- und Armprothesen aus der Zeit der Renaissance wird sie heute im Museo Stibbert in Florenz ausgestellt (Inventarnummer 3817).

## Konstruktion
Die Finger (bis auf den Daumen) sind zu einem im Grundgelenk beweglichen Block zusammengefasst. Sie können also nicht einzeln, sondern nur zusammen bewegt werden, während der Daumen unbeweglich ist. 
Alle Finger sind plastisch ausgestaltet und haben angedeutete Fingernägel.
Die innenliegende Mechanik ist mittels einer Kreuzschlitzschraube an der Handoberfläche befestigt. Ob es sich dabei um ein Originalteil handelt oder eine spätere Ergänzung, ist unklar.
Der Fingerblock kann passiv – also mit der gesunden Hand oder durch Aufstützen – eingebogen und in vier Stufen arretiert werden. Bei Druck auf einen auf Nähe des Handwurzelknochens herausstehenden Knopf springt der Fingerblock durch Federkraft wieder in die gestreckte Ausgangslage. An diesem grundlegenden Konstruktionsprinzip mit Sperrklinke und Blattfedern änderte sich in den folgenden Jahrhunderten kaum etwas.
Die Handprothese wurde wahrscheinlich, wie spätere Eiserne Hände, mittels eines (nicht erhaltenen) Armstulps aus Metall oder Holz am Amputationsstumpf angebracht. Am proximalen Ende der Hand befinden sich zur Befestigung eines solchen Stulps vier Löcher.
Die Prothese hat ein, auch im Vergleich zu anderen Eisernen Händen, relativ hohes Gewicht von 840 g.
Sie scheint jedoch regelmäßig verwendet worden zu sein.

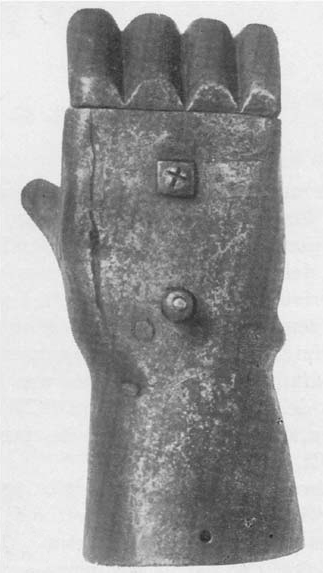
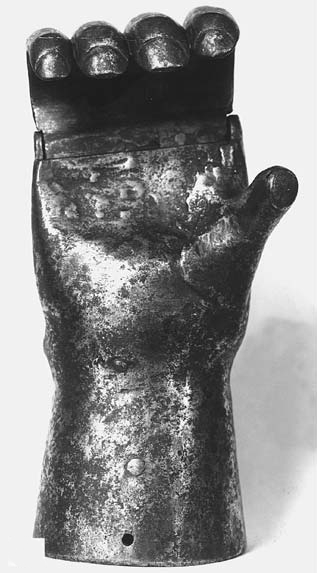

## Herkunft
Es gibt keine Hinweise auf die Herkunft dieser und anderer im Museum Stibbert ausgestellten Eisernen Hände. Frederick Stibbert (1836–1906) erwarb Stücke aus aller Welt für seine Sammlung. Die weitaus meisten Eisernen Hände stammen jedoch aus Mitteleuropa.